# Hymns of Indisgestible Suppuration
Albums de Last Days Of Humanity
Sounds of Rancid Juices Sloshing Around Your Coffin Splitted Up For Better Digestion!
Hymns of Indisgestible Suppuration est le deuxième album studio du groupe de gore grindcore néerlandais Last Days Of Humanity. Il est sorti en 1999.

## Composition du groupe
- Bart Bouwmans : chant
- William V.D. Ven : guitare
- Erwin DeWit : basse et chœurs
- Marc Palmen : batterie

## Liste des chansons de l'album
1. Maggot Fest On A Swollen Fetus - 1:31
2. 48th Cut - 1:13
3. Rectal Bowel Inquisition - 1:40
4. Intoxicated - 1:57
5. The Taste Of Festering Vomit - 1:12
6. Consuming Purulent Sputum - 1:38
7. From Flesh To Liquid Mess - 1:08
8. Recking Mush Beneath Each Cavity - 1:27
9. Orgasmic Abortion - 1:48
10. Catering From The Womb - 2:00
11. Acute Palatable Hemorrhage - 1:34
12. Perforated Festered Scrotum - 2:04
13. Stirred Intestines - 1:11
14. Wet Ramains - 0:40
15. Purulent Odour In Stoma - 1:20
16. Defecating Anal Sludge - 1:14
17. Rancid Tumour Execration - 1:40
18. Wide Open Wounds On A Disfigured Corpse - 0:44
19. Hymns Of Indigestible Suppuration - 1:29
20. Ulcerated Offal - 0:42
21. Defleshed By Flies - 1:15
22. Bowel Exhibition - 1:53
23. Raped In The Back Of A Van - 2:29